# Jair Francisco Hamms
Jair Francisco Hamms (Florianópolis, 11 de abril de 1935 – Florianópolis, 11 de janeiro de 2012) foi um jornalista, cronista e escritor brasileiro.

## Vida
Filho do combatente da revolução de 30, Cenno Francisco Hammes, e de Herondina Silva Hammes. Era bisneto dos imigrantes alemães Johannes Hammes e Catharina Hammes, desbravadores da Colônia Alemã de Santa Izabel, hoje pertencente ao município de Águas Mornas (SC). Nascido em Florianópolis em 1935, advogado, professor, jornalista, publicitário e escritor, foi chefe de gabinete do Reitor da Universidade Federal de Santa Catarina, onde além de lecionar, foi diretor de Extensão Cultural e Secretário-Geral.
Seu sobrenome foi fruto de uma corruptela, cuja grafia original é Hammes. No entanto, encontra-se ainda escrito como Hames e Hams.

## Carreira
No governo do Estado de Santa Catarina, foi subchefe da Casa Civil, Secretário de Estado de Comunicação Social e Presidente da Companhia de Desenvolvimento do Estado de Santa Catarina - Codesc, empresa holding do sistema financeiro estadual. Além disso ocupou o cargo de Assessor da Presidência do Badesc. Foi titular da cadeira 25 da Academia Catarinense de Letras.

## Algumas publicações
- Estórias de Gente e outras Estórias, 1971
- O Vendedor de Maravilhas, 1973
- O Detetive de Florianópolis, 1984
- A Cabra Azul, 1985
- Santa Catarina, Um Caleidoscópio Étnico, 1995
- Samba no Céu, 2002
- 13 Cascaes, 2008 (13 contistas: Salim Miguel, Flávio José Cardozo, Adolfo Boos Jr., Amilcar Neves, Eglê Malheiros, Fábio Brüggemann, Jair Francisco Hamms, Júlio de Queiroz, Maria de Lourdes Krieger, Olsen Jr., Péricles Prade, Raul Caldas Filho e Silveira de Souza)
- Batuque Bem Temperado, 2009 (Flávio José Cardozo e Jair Francisco Hamms)
- Alumbramentos (curta, 35mm, 20 min, color, 2002), de Laine Milan, baseado no conto 'A Sobrinha da Senhora Dodsworth', do escritor catarinense Jair Francisco Hamms